# كريستوفر سيمونز
كريستوفر سيمونز (بالإنجليزية: Christopher Simmons)‏ هو مصمم جرافيك أمريكي، ولد في 10 أبريل 1973 في كندا.